# Manel Balastegui
Manel Balastegui Riguillo (Lladó, Gerona, 30 de noviembre de 1999) es un remero español.
En 2018 se proclamó campeón del mundo sub-23 en la modalidad doble scull ligero masculino (BLM2x) en Poznan (Polonia) 
En 2019 quedó en cuarta posición en el Campeonato Europeo de Remo en la modalidad de doble ''scull'' ligero masculino (LM2x) junto a su compañero Rodrigo Conde. También con él, en agosto de 2019 consigue un quinto puesto en el mundial absoluto celebrado en Linz (Austria), con lo que logra la clasificatoria olímpica para los Juegos Olímpicos de Tokio 2020.
- Datos: Q55859342